# France Descaut
France Descaut est une actrice française née le 4 juin 1927.

## Biographie
Si elle a eu une activité soutenue pendant quelques années en tant qu'actrice de cinéma, France Descaut a surtout travaillé pour le théâtre et la fiction radiophonique.

## Filmographie
- 1949 : La Voix du rêve de Jean-Paul Paulin
- 1949 : Docteur Laennec de Maurice Cloche
- 1949 : Le Bout de la route d'Émile Couzinet
- 1951 : Monsieur Fabre, d'Henri Diamant-Berger
- 1951 : Passion de Georges Lampin
- 1952 : Le Vrai Coupable de Pierre Thévenard
- 1952 : Procès au Vatican d'André Haguet
- 1962 : Le Cid (de Corneille), téléfilm de Roger Iglésis